# Брус Дерн
Брус Маклиш Дерн (енгл. Bruce MacLeish Dern; Чикаго, Илиној; рођен, 4. јуна 1936), амерички је филмски, телевизијски и позоришни глумац. 
Често игра споредне улоге, негативаца или људи нестабилне природе. Био је номинован за Оскара за најбољег споредног глумца за Повратак ветерана (1978) и за Оскара за најбољег глумца за Небраску (2013). Остали његови значајни филмски наступи су: Коње убијају, зар не? (1969), Каубоји (1972), Црна недеља (1977), Возач (1978), Монструм (2003) и Подлих осам (2015). Вишеструко је номинован за разне филмске награде. За Оскара (1979, 2014), Златни глобус (1975, 1979, 2014), БАФТУ (2014) и Еми (2011); победник два највећа светска филмска фестивала - Берлин и Кан. Учествовао је у више од 150 филмова и серија.
Захваљујући пријатељству са Џеком Николсоном, на почетку каријере Брус Дерн се појавио у два филма Роџера Кормана: Дивљи анђели (1966) и Путовање (1967).
Из брака са глумицом Дајен Лед има ћерку Лору Дерн.